# Back to the Water Below
Back to the Water Below è il quarto album in studio del gruppo musicale britannico Royal Blood, pubblicato il 1º settembre 2023 dalla Warner Records e dalla Black Mammoth Records.

## Descrizione
Si tratta della prima pubblicazione interamente prodotto dal duo, senza l'aiuto di collaboratori esterni, e si compone di dieci brani, tra cui i due singoli Mountains at Midnight e Pull Me Through, diffusi rispettivamente a maggio e luglio insieme ai rispettivi video.

## Promozione
Tra maggio e luglio i Royal Blood si sono esibiti dal vivo sia in qualità di artisti di supporto ai Muse in occasione della loro seconda tappa europea del Will of the People World Tour, sia come headliner presso alcune città europee e britanniche, durante le quali hanno suonato Mountains at Midnight, Pull Me Through e una selezione di brani dai tre album precedenti.
Il 29 luglio il duo ha fatto ritorno a Brighton tenendo un concerto speciale durante il quale hanno eseguito per la prima volta Shiner in the Dark, mentre partire dal 31 agosto seguente ha svolto una serie di concerti intimi presso alcune località britanniche, portando al debutto i brani There Goes My Cool e Waves in occasione della prima data a Camden. Shiner in the Dark ha in seguito ricevuto un video, diffuso nello stesso giorno di pubblicazione dell'album.
Tra settembre e novembre si svolgerà la prima tournée atta a promuovere l'album, con tappe tra America del Nord, Regno Unito e Irlanda.

## Tracce
Testi di Mike Kerr, musiche dei Royal Blood.
1. Mountains at Midnight – 3:06
2. Shiner in the Dark – 3:27
3. Pull Me Through – 3:08
4. The Firing Line – 3:22
5. Tell Me When It's Too Late – 2:44
6. Triggers – 2:55
7. How Many More Times – 3:11
8. High Waters – 2:45
9. There Goes My Cool – 2:56
10. Waves – 3:48

Live from Brighton Beach – tracce bonus nella Bonus Edition
1. Trouble's Coming
2. Mountains at Midnight
3. Little Monster

Traccia bonus nell'edizione giapponese
1. Honeybrains – 3:06

7" bonus nell'edizione LP deluxe
- Lato A

1. Supermodel Avalanches

- Lato B

1. Everything's Fine

## Formazione
Hanno partecipato alle registrazioni, secondo le note di copertina:
Gruppo
- Mike Kerr – basso, voce, cori, pianoforte, sintetizzatore, tastiera, chitarra baritona
- Ben Thatcher – batteria, percussioni

Altri musicisti
- Tom Hobden – violino e viola (tracce 9 e 10)
- Ian Burdge – violoncello (traccia 9)

Produzione
- Royal Blood – produzione
- Pete Hutchings – registrazione
- Liam Hebb – assistenza alla registrazione
- Spike Stent – missaggio
- Matt Wolach – assistenza al missaggio
- Matt Colton – mastering

## Classifiche
| Classifica (2023)          | Posizione massima |
| -------------------------- | ----------------- |
| Australia                  | 32                |
| Austria                    | 65                |
| Belgio (Fiandre)           | 6                 |
| Belgio (Vallonia)          | 10                |
| Germania                   | 38                |
| Irlanda                    | 51                |
| Nuova Zelanda              | 17                |
| Paesi Bassi                | 19                |
| Regno Unito                | 1                 |
| Regno Unito (rock & metal) | 1                 |
| Svizzera                   | 9                 |